# Tone E. Solheim
Tone E. Solheim (née en 1989) est une écrivaine norvégienne. Elle est originaire de Jølster à Sunnfjord et habite à Bergen. Son premier roman Svarttrasta syng om natta (Le merle chante la nuit) est paru chez l'éditeur Det Norske Samlaget en 2021. 
Tone E. Solheim a reçu le Nynorsk barnelitteraturpris 2021. Son roman a été nommé au prix norvégien de littérature jeunesse U-prisen 2022.   